# Bezerros
Bezerros es un municipio brasileño del estado de Pernambuco. El municipio es formado por los distritos sede, Sapucarana y Boas Novas y por los poblados de Serra Negra, Sitio das Remédios, Cajazeiras y Arenas. Tiene una población total estimada al 2024 de 70.000 habitantes, e una población urbana de 60.880.
El patrono de la ciudad es San José.

## Historia
El origen de Bezerros se remonta al 20 de mayo de 1870. En ese momento, se estableció un gran comercio ganadero, que comenzó a poblar el lugar. Algunas versiones de la historia de Bezerros intentan explicar el nombre de la ciudad. El primero se refiere al apellido de la familia Bezerra, que fue la primera propietaria de la tierra. El segundo dice que el lugar fue originalmente una quema de terneros. El tercero relata que uno de los hijos de la familia Bezerra se perdió en la reserva forestal el 18 de mayo; sus padres con auxilio de San José, encontraron al niño con vida dos días después de su desaparición, es decir, el 20 de mayo al pie de un frondoso árbol donde se erigió una capilla en honor al Santo "São José dos Bezerros".

## Geografía
Se localiza a una latitud 08º14'00" sur y a una longitud 35º47'49" oeste, estando a una altitud de 470 metros. Su población estimada en 2010 es de 58.675 habitantes. 
Posee un área de 492,56 km².
El municipio está incluido en el área geográfica de cobertura del semiárido brasileño, definida por el Ministerio de Integración Nacional en 2005. Esta delimitación tiene como criterios el índice pluviométrico, el índice de aridez y el riesgo de sequía.
El municipio de Bezerros se localiza a 100 km de la Capital Arrecife en la unidad geoambiental de la Meseta de la Borborema. La vegetación nativa consiste en plantas subcaducifólica y caducifólica, típicas del agreste.
El clima es Tropical Lluvioso, con verano seco. La estación lluviosa ocurre de marzo a agosto.
A area del municipio se inserta parte en los territorios de la Cuenca Hidrográfica del Río Ipojuca, parte en los territorios de la cuenca hidrográfica del Río Sirinhaém y parte en los territorios de la cuenca hidrográfica del Río Capibaribe. Sus principales tributários son el Río Ipojuca y el arroyo Riachão. Cuenta también con la represa Manuino (2.021.000 m³).